# Leonora I., kraljica Navare
Leonora Aragonska (baskijski i španjolski: Leonor ) (2. veljače 1426. – 12. veljače 1479.), regentica (1455. – 1479.) i kraljica Navare u 1479. Okrunjena je 28. siječnja 1479. u Tudeli.

## Život
Rođena je u gradu Oliteu (baskijski: Erriberri), Navara (sada Španjolska), kao treće i najmlađe dijete kralja Ivana II. od Aragona i kraljice Blanke I. Navarske i mlađa sestra Blanke II. Navarske. Rođena je 2. veljače 1426., a   Sabor (Cortes) u Pamploni proglasio ju je 9. kolovoza 1427, kao legitimnom nasljednicom Karla IV., i Blanke II. po njihovoj majci. Nakon majčine smrti, međutim, njihov otac je zauzeo Navaru.
Udala se za Gastona IV., grofa Foixa, 1441. 1442., Leonora preselio sa svojim suprugom u Bearn. Godine 1455., njezin otac je uklonio njezinog brata i sestru kao nasljednike Navare i proglasio Leonoru kao nasljednicu i regenticu i generalnu upraviteljicu Navare, i ona se preselila u Sangüesu. Ona je i dalje bila regent nakon smrti svoga brata godine 1461. Godine 1462., ona je potpisala Sporazum u Oliteu, gdje je priznala svoga  oca kao monarha Navare i prihvatila zatočiti svoju sestru Blanku. Godine 1464., Blanche je umrla u svojoj skrbi, sumnja se da je otrovana. Po ugovoru, njen ju je otac priznao za nasljednika Navare i svog regenta (guvernera) u Navari. Godine 1468., njezin otac je ubio njezinog savjetnika Nicolasa de Chavarrija i smijenio ju s mjesta guvernera. Godine 1471., međutim, njezin otac ju je opet priznao kao guverner Navare sve do svoje smrti. Na očevoj samrti godine 1479., ona je dala prisegu kao monarh Navare, a umrla je dva tjedna kasnije, u Tudela, u dobi od 53 godine.

## Brak i potomstvo
Godine 1441., udala se za Gastona IV., grofa Foix, i imala je s njim osmero djece:
- Gaston (1444. – 1470.), oženio je Magdalenu Francusku 1462., a njihova djeca bili su Franjo i Katarina i naslijedili su Navaru nakon smrti njihove bake Leonore[5]
- Petar (1449. – 1490.), kardinal i biskup Arlesa
- Ivan (1450. – 1500.), vikont od Narbonne, čija je kći Germaine od Foix bila druga supruga *Ferdinanda II. Aragonskog,
- Marija (1452. – 1467.), u braku Vilimom VIII., markizom od Montferrata
- Margaret Foix (1453. – 1486.), u braku Franjom II., vojvodom od Bretanje
- Ivana  (1454. – 1476.), u braku Ivanom V., grof od Armagnac
- Jakov (1455. – 1500.), grof od Cortesa, oženio se Katarinom Beaumont
- Katarina (1455.-?), u braku s Gastonom II. de Foix, grofom Candalea i Benaugesa